# Zita Rock Festival
Das Zita Rock Festival war ein Openair-Musikfestival in der Zitadelle Spandau. Es fand seit 2007 jährlich im Mai oder Juni statt. Bis 2009 gab es jeweils einen Veranstaltungstag, 2010 und 2011 waren es je zwei Tage, das Festival stand in diesen Jahren unter dem Motto „Zita Rock & Folk Festival“, die Bands wurden thematisch auf den rocklastigen ersten und den folklastigen zweiten Festivaltag aufgeteilt. 2012 wurde es wieder auf einen Tag gekürzt.
Am 2. Januar 2013 gab der Veranstalter bekannt, vorerst kein weiteres Zita Rock Festival durchzuführen. Grund dafür waren Probleme, ein ansprechendes Lineup auf die Beine zu stellen. Das Festival wurde von den Veranstaltern des Amphi Festival organisiert.

## Lineup
- 2007: Knorkator, Krieger, Marilyn Manson, Oomph![1]
- 2008: ASP, Down Below, Dreadful Shadows, Eisbrecher, Subway to Sally, Unheilig, Zeromancer[1]
- 2009: Diary of Dreams, Oomph!, Project Pitchfork, Tanzwut, Unheilig, Zeraphine[1]
- 2010: ASP, Coppelius, Eisbrecher, Faun, Lacrimas Profundere, Letzte Instanz, Megaherz, Saltatio Mortis, Staubkind, Subway to Sally, Tanzwut, Terminal Choice[1]
- 2011: Apocalyptica, Blutengel, Eisbrecher, End of Green, Mono Inc., Project Pitchfork, Qntal, Samsas Traum, Schandmaul, Teufel, Zeraphine[1]
- 2012: Evanescence, ASP, Lord of the Lost, Mono Inc., Oomph!, Saltatio Mortis, Staubkind, The 69 Eyes, Zeraphine[1]